# Wilhelm Bortenschlager
Wilhelm Bortenschlager (* 29. Dezember 1911 in Aurolzmünster; † 23. Juni 2000 in Wels) war ein österreichischer Literaturwissenschaftler.

## Leben und Wirken
Nach dem Besuch des humanistischen Gymnasiums in Ried im Innkreis studierte Bortenschlager an der Universität Wien die Fächer Germanistik und Altphilologie, wo Josef Nadler und Hans Rupprich unter seinen Lehrern waren. Bortenschlager  promovierte 1935 mit einer Dissertation über August von Kotzebue.
Nach Ablegen der Lehramtsprüfung war er zunächst Lehrer am Gymnasium. Später initiierte der kulturell vielfach aktive Bortenschlager u. a. Theaterprojekte und unterrichtete an der Pädagogischen Hochschule des Bundes in Linz. Hauptsächlich bekannt wurde er durch seine Arbeiten zur deutschen Literaturgeschichte und Gegenwartsliteratur, die viele Bereiche der Literatur berücksichtigten. Unter anderem ist er Verfasser einer dreibändigen „Deutschen Literaturgeschichte“ und eines Lexikons über die österreichischen Dramatiker der neueren Zeit. Bortenschlager stand mit zahlreichen der Literaten, über die er schrieb, in persönlichem Kontakt. Unter diesen waren u. a. Carl Heinz Kurz, Peter Coryllis und Fritz Hochwälder.
Bortenschlager war Ehrenmitglied der Innviertler Künstlergilde.

## Werke (Auswahl)
- Deutsche Literaturgeschichte bis zum Ende des 19. Jahrhunderts. Wien, Wels, München: Leitner. 18., neu bearb. Aufl., 192. Tsd. 1971.
- Geschichte der spirituellen Poesie. Darmstadt 1977, ISBN 978-3-87561-596-8.
- Richard Billinger. Leben und Werk. Wels 1981, ISBN 3-85410-020-5.
- Kurt Becsi. Dramatiker einer neuen Weltsicht. Innsbruck 1981, ISBN 978-3-7030-0095-9.
- Tiroler Drama und Dramatiker im 20. Jahrhundert. Darmstadt 1982, ISBN 978-3-7053-1711-6.
- Der unbekannte Billinger. Innsbruck 1985, ISBN 3-7030-0158-5.
- Roman Romay, ein Dichterschicksal. Horn 1991, ISBN 978-3-85028-217-8.